# Mexikanische Akademie der Wissenschaften
Die Mexikanische Akademie der Wissenschaften (spanisch: Academia Mexicana de Ciencias, AMC) ist eine nichtstaatliche Akademie der Wissenschaften in Mexiko.

## Geschichte
Die Akademie wurde am 12. August 1959 in Mexiko-Stadt gegründet.

## Organisation
Seit 1989 ist die Mitgliedschaft der Akademie in die folgenden 10 Sektionen integriert: Agronomie, Astronomie, Biologie, Chemie, Geowissenschaften, Ingenieurwissenschaften, Mathematik, Medizin, Physik und Sozialwissenschaften.
Der Akademie gehören 2832 ordentliche Mitglieder und 113 korrespondierende Mitglieder, darunter zwölf Nobelpreisträger an (Stand 2019).
Geografisch ist die Akademie aufgeteilt in drei Regionen, der Zentralregion, der Region Südwest 1, der Region Südwest 2, der Region Nordwest und der Region Nordost.
Es gibt mehrere unabhängige wissenschaftliche Institute, Laboratorien und andere wissenschaftliche Einrichtungen.

## Akademiepräsidenten
- Alberto Sandoval Landazuri (1959–1960)
- Marcos Moshinsky Borodiansky (1962–1963)
- Marcos Mazari Menzer (1965–1966)
- Guillermo Soberón Acevedo (1966–1967)
- Fernando Alba Andrade (1967–1968)
- Ismael Herrera Revilla (1970–1971)
- Raúl Ondarza Vidaurreta (1971–1972)
- José Luis Mateos Gómez (1972–1973)
- Alonso Fernández González (1973–1974)
- Carlos Gual Castro (1974–1975)
- Agustín Ayala Castañares (1975–1976)
- Jorge Flores Valdés (1976–1977)
- Guillermo Carvajal Sandoval (1977–1979)
- Daniel Reséndiz Núñez (1979–1981)
- Pablo Rudomín Zevnovaty (1981–1983)
- José Sarukhán Kermez (1983–1985)
- Adolfo Martínez Palomo (1985–1987)
- Fernando del Río Haza (1988–1989)
- Hugo Aréchiga Urtuzuástegui (1990–1991)
- Antonio Peña Díaz (1992–1993)
- Mauricio Fortes Besprosvani (1994–1995)
- Juan Ramón de la Fuente Ramírez (1996–1997)
- Francisco Bolívar Zapata (1998–1999)
- René Raúl Drucker Colín (2000–2001)
- José Antonio de la Peña Mena (2002–2003)
- Octavio Paredes López (2004)
- Juan Pedro Laclette (2005, 2006–2007)

## Bekannte Mitglieder
- Heinrich Nöth, deutscher Chemiker, Präsident der Bayerischen Akademie der Wissenschaften, von 1998 bis 2005